# Triazolo
Il triazolo è un composto eterociclico caratterizzato da un anello a cinque membri composto da due atomi di carbonio e tre atomi di azoto. La sua formula chimica è C2H3N3. I triazoli presentano una notevole isomeria strutturale, a seconda della posizione degli atomi di azoto all'interno dell'anello.
Molti triazoli sono composti versatili e biologicamente attivi, comunemente usati come fungicidi e ritardanti vegetali. Tuttavia, i triazoli sono utili anche nella chimica bioortogonale, poiché l'elevato numero di atomi di azoto fa sì che i triazoli reagiscano in modo simile agli azoturi. Infine, le numerose coppie libere di elettroni spaiati nei triazoli li rendono utili come composti di coordinazione, anche se non tipicamente come ligandi aptici.

## Isomerismo
Esistono quattro isomeri del triazolo, che sono convenzionalmente divisi in due coppie di tautomeri. Nei 1,2,3-triazoli, i tre atomi di azoto sono adiacenti; nei 1,2,4-triazoli, un carbonio interstiziale separa un atomo di azoto. Ogni categoria ha due tautomeri che differiscono per l'azoto a cui è legato un idrogeno.

## Preparazione
Esistono diversi metodi di preparazione dei triazoli.

### 1,2,3 triazoli
I 1,2,3-triazoli, noti anche come triazoli vicinali, vengono solitamente preparati seguendo protocolli di cicloaddizione (3+2). Una tecnica comune per i triazoli non sostituiti è la cicloaddizione 1,3-dipolare di Huisgen azide-alchino: un azide e un alchino reagiscono ad alta temperatura per formare un anello. Tuttavia, la strategia di Huisgen produce una miscela di isomeri (tipicamente 1,4- e 1,5-disostituiti) quando viene utilizzata per produrre triazoli sostituiti.
Per preparare selettivamente l'isomero desiderato, vengono impiegati catalizzatori metallici. Nella cicloaddizione azide-alchino rame-catalizzata (CuAAC), i sali di rame (I) selezionano la formazione di 1,2,3-triazoli 1,4-disostituiti. Uno di questi catalizzatori è il CuBr(PPh3)3, relativamente stabile all'ossidazione anche a temperature elevate e in grado di produrre triazoli con un'ampia gamma di sostituenti sia in solvente che in condizioni di reazione a secco.
Al contrario, i catalizzatori al rutenio (RuAAC) selezionano i 1,2,3-triazoli 1,5-disostituiti.

### 1,2,4-triazoli
La maggior parte delle tecniche per la produzione di 1,2,4-triazoli utilizza l'energia libera dell'acqua, disidratando una miscela di amidi e idrazidi (reazione di Pellizzari) o di immidi e alchilidrazine (reazione di Einhorn-Brunner). Di queste due, solo la reazione di Einhorn-Brunner è regioselettiva.  Recenti ricerche si sono concentrate sulla macinazione e sull'irradiazione a microonde come sostituti più ecologici.

## Applicazioni
I triazoli sono composti con un vasto spettro di applicazioni, che vanno dai materiali (polimeri), ai prodotti chimici per l'agricoltura, ai prodotti farmaceutici, ai prodotti chimici fotoattivi e ai coloranti.
Il benzotriazolo è utilizzato nella fotografia chimica come ritardante e antinebbia.
Negli anni '40, il cicloesiletiltriazolo è stato brevemente utilizzato come alternativa al cardiazolo (metrazolo) nella terapia dello shock convulsivo per il trattamento delle malattie mentali.

### Importanza nell'agricoltura
Molti triazoli hanno effetti antifungini. I farmaci antifungini triazolici includono: fluconazolo, isavuconazolo, itraconazolo, voriconazolo, pramiconazolo, ravuconazolo e posaconazolo; i fungicidi fitosanitari triazolici includono: epoxiconazolo, triadimenol, miclobutanil, propiconazolo, protioconazolo, metconazolo, ciproconazolo, tebuconazolo, flusilazolo e paclobutrazolo.
A causa della crescente resistenza dei patogeni delle piante ai fungicidi della classe delle strobilurine, il controllo di funghi come la Septoria tritici o la Gibberella zeae si basa in gran parte sui triazoli. Gli alimenti, come le patate acquistate in negozio, contengono ritardanti come il triazolo o il tetcyclacis.
Inoltre, il paclobutrazolo, l'uniconazolo, il flutriafol e il triadimefon sono utilizzati come ritardanti della crescita delle piante. Il brassinazolo inibisce la biosintesi dei brassinosteroidi.

### Importanza nella sintesi chimica
La cicloaddizione di Huisgen azide-alchino è una reazione lieve e selettiva che dà come prodotti 1,2,3-triazoli. La reazione è stata ampiamente utilizzata nella chimica bioortogonale e nella sintesi organica. I triazoli sono gruppi funzionali relativamente stabili e i legami triazolici possono essere utilizzati in una varietà di applicazioni, ad esempio per sostituire la struttura fosfatica del DNA.

## Composti eterociclici correlati
- l'imidazolo: un analogo con due atomi di azoto non adiacenti
- il pirazolo: un analogo con due atomi di azoto adiacenti
- il tetrazolo: un analogo con quattro atomi di azoto
- i sali di triazolio, analoghi sostituiti che possono essere utilizzati come precursori dell'NHC.